# Idaho transfer
Idaho transfer è un film del 1973 diretto da Peter Fonda. 
Pellicola fantascientifica che affronta il tema dei viaggi nel tempo in un futuro prossimo in cui l'umanità rischia l'autodistruzione.

## Trama
Nel 2044, nel corso di prove che sperimentavano il teletrasporto, si scopre di aver realizzato una macchina del tempo. In particolare, da un laboratorio segreto nel sottosuolo dell'Idaho, si riesce a fare un salto di circa 50 anni, in una terra che però, nel frattempo, ha subito un cataclisma che ne ha decimato tutte le specie viventi, umani compresi.
Questi trasferimenti possono essere sopportati solo da esseri umani molto giovani, in quanto vi sono comunque effetti collaterali, specie a carico dei reni, che possono risultare fatali a persone con più di 20 anni.
Il professor George Braden che sviluppa le sue ricerche in maniera semiclandestina, dopo aver impegnato la figlia Isa e i suoi amici in questi esperimenti, decide di mandarvi anche Karen, sua figlia minore, reduce da cure psichiatriche. La ragazza, dopo aver vissuto in prima persona il dramma della sorella che muore a seguito di un incidente, è coinvolta dal gruppo di giovani che, alla decisione del governo di chiudere l'esperimento, scelgono di proiettarsi nell'ignoto futuro con l'idea di civilizzare la terra post-cataclisma.
Karen, che crede di essere incinta, scopre che in realtà, proprio come conseguenza degli esperimenti, che i ragazzi sarebbero tutti sterili. Contravvenendo alle istruzioni che si erano dati, mentre sta trasferendosi verso Portland con il gruppo, decide autonomamente di tornare verso la base per dare ad Arthur la notizia che lei sarebbe incinta del loro figlio. Ma al campo base trova Arthur morto e Leslie impazzita. Per sfuggire a questa entra nella cabina di trasferimento che, sorprendentemente funziona, riportandola nei laboratori. Anche qui la situazione è cambiata, con un presidio militare che cerca di bloccarla, ma lei lo elude e, dopo aver manipolato alcuni meccanismi, si rimette in viaggio uscendo però poi in un mondo di molto successivo al precedente.
Vaga in cerca di salvezza, fino a raggiungere, spossata, una strada. Viene quindi raccolta da un'auto e messa nel portabagagli. Dopo un ultimo urlo della ragazza, scopriamo che la stessa è stata scambiata per una "degenerata", vale a dire una specie subumana originata dal cataclisma che ha sconvolto la terra. Come tale è stata quindi usata come combustibile per l'automobile. Una bambina del futuro fa poi una riflessione. Si chiede cosa succederebbe se finisse la disponibilità di questo combustibile. Interrogandosi sulla possibilità che non si renda necessario procurarsi lo stesso da propri simili.

## Produzione
Al termine dei titoli di coda è riportato il motto dello stato dell'Idaho, "Esto perpetua", vale a dire "che sia perpetuo", che pare appropriato per un film che tratta di viaggi nel tempo.
La pellicola ebbe una storia produttiva particolare in quanto la compagnia distributrice, Cinemation, fallì a poche settimane dall'uscita del film che, quindi divenne ostaggio delle banche. Lo stesso Peter Fonda si batté per liberare il film che, dunque, sbloccato, entro direttamente nel Pubblico dominio.
Fonda pubblicò anche un documentario sulla realizzazione del film.

### Riprese
Le riprese sono state effettuate principalmente nello stato dell'Idaho, compreso il Monumento e riserva nazionale Craters of the Moon. Parte delle riprese hanno riguardato anche lo stato di Washington.

## Accoglienza

### Critica
Jay Cocks di Time Magazine apprezza l'originalità di un film di fantascienza che non si serve di mostri alieni o sensazionalismo puntando su una scelta estetica di "bellezza lenta e seria" che contribuisce a dare forza al messaggio più profondo che è un monito contro i processi autodistruttivi insiti nell'uomo.
D'altro canto, la scelta di prendere attori non professionisti incide sulla qualità complessiva della pellicola essendo il livello recitativo, a tratti, assolutamente dilettantistico.